# St.-Katharina-Kirche (Benndorf)

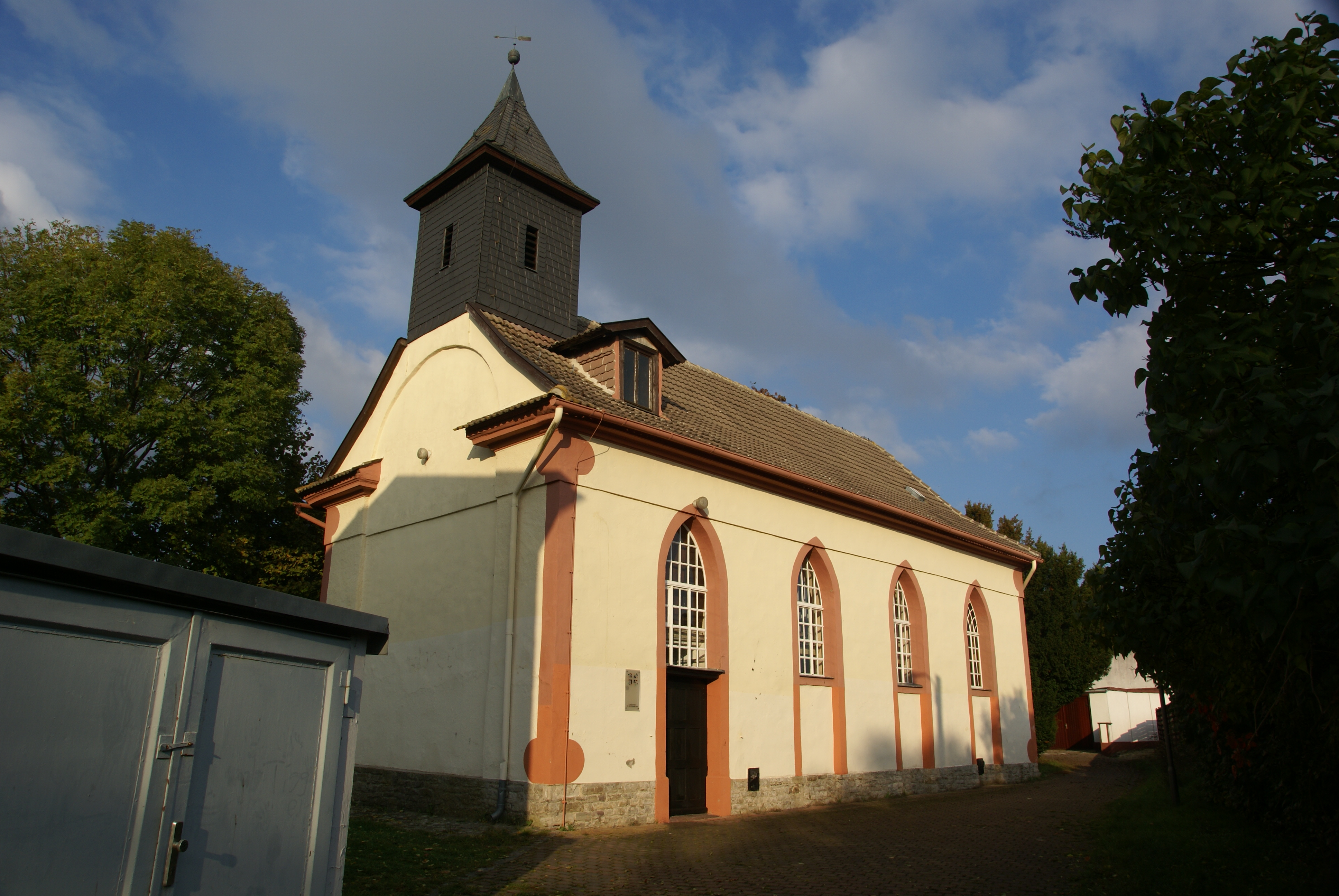
Südansicht

Die St.-Katharina-Kirche ist die evangelische Dorfkirche von Benndorf im Landkreis Mansfeld-Südharz in Sachsen-Anhalt. Der Grundstein wurde 1823 gelegt. Sie ersetzte einen Vorgängerbau an gleicher Stelle. Sie gehört zum Pfarrbereich Helbra im Kirchenkreis Eisleben-Sömmerda der Evangelischen Kirche in Mitteldeutschland.

## Beschreibung
Die Kirche ist ein schlichter Saalbau im neugotischen Stil. Über dem Westgiebel erhebt sich ein Dachreiter mit Glockenstube. Zur Ausstattung gehören ein spätgotisches Kruzifix sowie ein achteckiges Taufbecken, am Fuß bezeichnet mit der Jahreszahl 1517.